# Shenzhou 17
Shenzhou 17 (chinois simplifié : 神舟十七号 ; pinyin : Shénzhōu Shíqī-hào ; litt. « Vaisseau divin 17 ») est la douzième mission spatiale habitée chinoise et la sixième à destination de la Station spatiale chinoise (SSC). Le lancement de l'équipage de trois personnes avec un lanceur Longue Marche 2F a lieu le 26 octobre 2023 depuis la base de lancement de Jiuquan.

## Contexte
Shenzhou 17 est le sixième vol spatial de longue durée vers la station spatiale Tiangong et doit durer environ six mois.
Le vaisseau spatial est avancé dans la zone de lancement en avril 2023 et est maintenu dans un état de quasi-préparation afin de servir de canot de sauvetage si nécessaire pour l'équipage de Shenzhou 16, alors en orbite dans la station spatiale Tiangong.

## Équipage
- Commandant : Tang Hongbo (2),  Chine
- Opérateur : Tang Shengjie (1),  Chine
- Spécialiste de charge utile : Jiang Xinlin (1),  Chine

Le chiffre entre parenthèses indique le nombre de vols spatiaux effectués par l'astronaute, Shenzhou 17 inclus.

## Déroulement de la mission
Le vol est lancé le 26 octobre 2023, vers la fin de la mission Shenzhou 16. L'équipage est révélé le 25 octobre 2023.